# 𓁶
El símbolo 𓁶 es un jeroglífico egipcio clasificado como D001 en la lista de signos de Gardiner, que agrupa los jeroglíficos relacionados con partes del cuerpo humano. Este signo representa un rostro humano frontal y se utilizaba en la escritura jeroglífica del antiguo Egipto.

## Clasificación
- Categoría: D — Partes del cuerpo humano
- Código Gardiner: D001
- Unicode: U+13076
- Nombre Unicode: Egyptian Hieroglyph D001
- Incorporación a Unicode: Versión 5.2 (2009)

## Significado y uso
El jeroglífico 𓁶 representa un rostro humano visto de frente. Se utilizaba comúnmente como determinativo en palabras relacionadas con la cara, la visión o el reconocimiento. En algunos contextos, también podía tener un valor fonético o simbólico asociado a la identidad o la percepción.